# Térmera
Térmera (en griego antiguo, Τέρμερα) fue una antigua ciudad griega de Caria.
Es citada en un relato del mitógrafo Partenio de Nicea que habla de una corte en Térmera donde reinaba Janto.
Térmera perteneció a la Liga de Delos puesto que aparece mencionada en registros de tributos a Atenas entre los años 454/3 y 415/4 a. C.
Estrabón menciona un promontorio llamado Termerio que pertenecía a Mindo, frente a la isla de Cos y añade que había otro lugar en Cos llamado Térmero. Plinio el Viejo, por su parte, señala que era una ciudad libre y la menciona en una sucesión de ciudades entre Carianda y Bargilia.